# Mintard
Mintard is een plaats in de stadsgemeente Mülheim an der Ruhr in het Rijnland in Noordrijn-Westfalen in Duitsland. Mintard ligt in het zuiden van de stad en grenst aan de stad Essen. Mintard is een plaats waar van oorsprong Limburgs wordt gesproken. Mintard ligt aan de Uerdinger Linie.

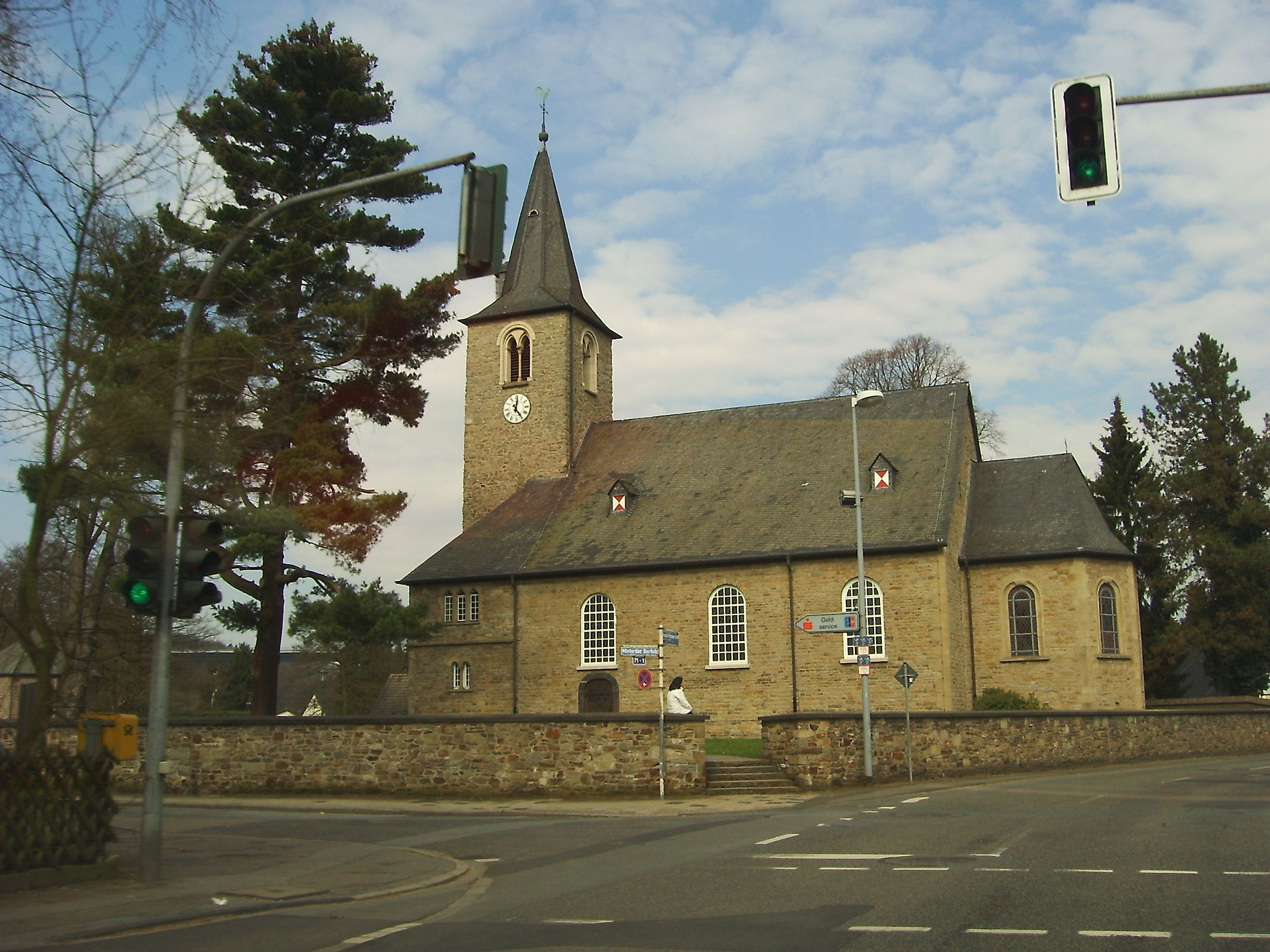
St. Laurenskerk in Mintard